# Etti Ankri
Pour les articles homonymes, voir Ankri.
Etti Ankri (en hébreu : אתי אנקרי) est une chanteuse et actrice israélienne née le 4 janvier 1963.
Sa famille est d'origine tunisienne, elle-même a grandi à Lod.
Son style mélange les influences sépharades, et spécialement maghrébines, aux rythmes pops modernes. Elle écrit elle-même les textes de ses chansons qui sont d'une grande poésie.
Son premier album  רואה לך בעיניים (Je te vois dans tes yeux) en 1990 fut double album de platine en Israël, et l'impose tout de suite comme l'une des grandes artistes de la scène musicale israélienne.
Comme actrice, elle a participé au film Deadline avec Christopher Walken.